# بيودوم مونتريال

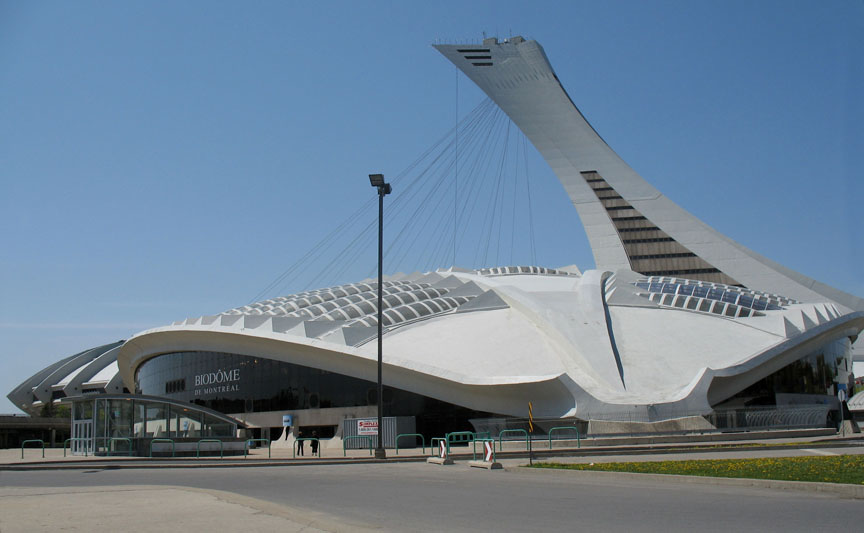
بيودوم مونتريال

بيودوم مونتريال Biodôme de Montréal هو متحف حي أو متحف للطبيعة وهو يوجد في فيلودروم مونتريال. وقد انشأت البناية من أجل الألعاب الأولمبية الصيفية 1976 في مونتريال. بعد انتهاء الألعاب لم تكن تستعمل البناية إلا جزئيا فقد كان الكثير من الدراجون يستعملونها للتداريب.
بيير بورك مدير الحديقة البوتانية بمونتريال هو من فكر في تحويل الفيلودروم إلى بيودوم ويوجد به حديقة حيوان ومماه والحديقة البوتانية بمونتريال.

## معرض صور

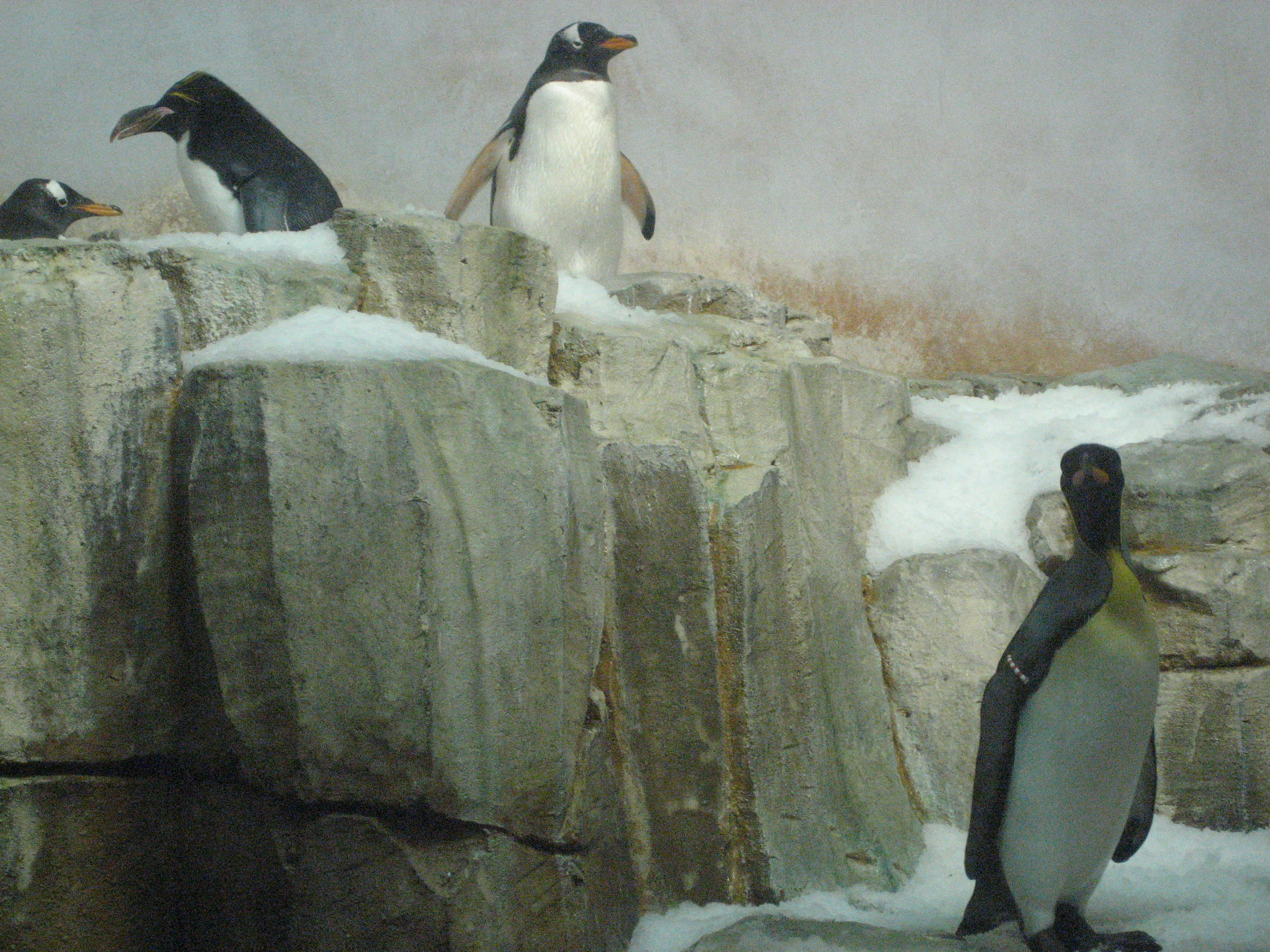
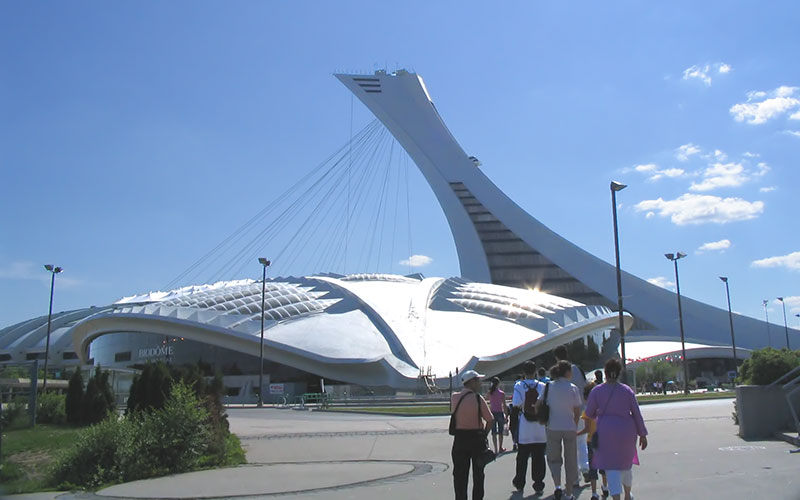
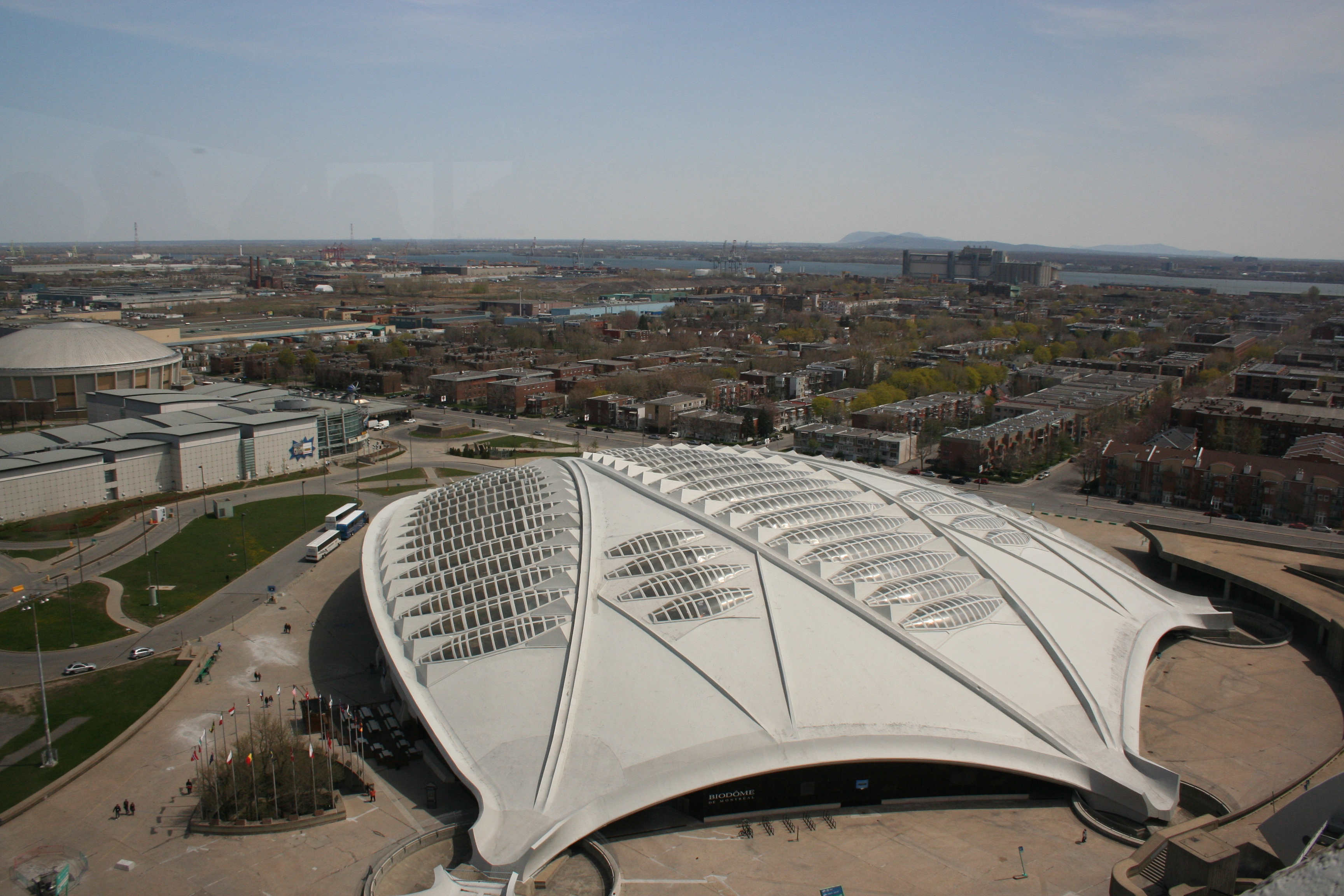